# Иешу Стилит
Иешу Стилит или Иисус Столпник — предполагаемый автор хроники монастыря Зукнин, написанной на классическом сирийском языке и являющейся ценным источником по истории конфликтов Византийской империи и Персии в конце V — начале VI веков. Монастырь Зукнин располагался недалеко от современного города Диярбакыр. Труд повествует о войнах в Эдессе и её области в 494—506 годах, особенно о событиях между 502—506 годами. Это первая из сохранившихся историй в сирийской литературе. До нашего времени хроника дошла в единственном списке, как составная часть так называемой хроники псевдо-Дионисия Телль-Махрского, относимой к IX веку. Она включена в последнюю как единое целое с добавлением вступления и заключения. Возможно, хроника была составной частью «Церковной истории» Иоанна Эфесского, из которой псевдо-Дионисий взял большую часть материала третьей части своего труда.
Рукопись псевдо-Дионисия хранилась в библиотеке сирийского монастыря в Нитрийской пустыне. Иосиф Ассемани, впервые издавший рукопись, даёт противоречивые сведения о её происхождении. В каталоге восточных рукописей Ватикана Ассемани утверждает, что она принадлежала к числу привезённых из Тагрита в 932 году игуменом этого монастыря Моисеем Низибийским, собиравшим эту библиотеку. В другом месте Асемани сообщает, что этот экземпляр переписан в самом монастыре в IX или X веке, что более вероятно. Средневековые сирийские писатели хроникой не пользовались, и в компилятивных работах Михаила Сирийца и Григория Бар-Эбрая для периода конца V — начала VI веков использовалась «История» Захарии Митиленского.

## Издания
Ассемани издал сокращённый латинский перевод хроники, однако его неполнота и отсутствие сирийского текста побудили Павлина Мартэна в 1876 году издать полностью сирийский подлинник и французский перевод. Английский перевод Уильяма Райта появился в 1882 году, в нем был исправлен ряд ошибок французского издания. Русский перевод с обширным анализом хроники был выполнен Ниной Викторовной Пигулевской и издан в 1940 году. Современный немецкий перевод появился в 1997 году.